# Pluto (seriefigur)
För andra betydelser, se Pluto (olika betydelser).
Pluto är en seriefigur. Han är en hund och bor vanligen hos Musse Pigg, även om han ibland också verkar tillhöra Kalle Anka, Mimmi Pigg eller Långben (som för övrigt själv också är en hund, men en antropomorf sådan). Pluto är gul-orange till färgen med svart nos och svans och bär ett rött eller ett grönt halsband. Han har oftast problem och ofta en kort stubin.
Figuren Pluto hade sin premiär som namnlös hund i filmen Musse Pigg i Sing-Sing 1930. Från början var Pluto Mimmis hund och då hette han Rover. Lite senare fick han namn efter den då nyupptäckta planeten Pluto (som senare har omdefinierats till dvärgplanet).
I vissa filmer som Plutos femlingar från 1937 har han ett antal valpar och är gift med en mindre hund som även syns i flera andra filmer. I Kalle Anka tidningen nr 25 1964 får vi reda på att på planeten Pluto finns det intelligent liv. Alla liknar naturligtvis Pluto.
En av Plutos fiender är den unga katten Figaro (från filmen Pinocchio) som bor hemma hos Mimmi Pigg.

## Namnet
Hunden medverkade första gången i Walt Disneys kortfilm Musse Pigg i Sing-Sing, som hade biopremiär i USA den 18 augusti 1930. Då hade hunden inget namn. Vid nästa medverkande, den 23 oktober 1930 i Musse Pigg i det gröna heter hunden inte Pluto, utan Rover. Det var i Musse Pigg på älgjakt, med premier 8 maj 1931, som hunden kallas Pluto the Pup, studions ursprungliga namn. En modell för figuren från september 1931 med namnet finns i Barrier's Hollywood Cartoons.
Flera månader hade då gått efter att vad som då ansågs vara solsystemets nionde planet, Pluto, officiellt hade namngivits 24 mars 1930. Venetia Burney (senare Venetia Phair), en 11-årig skolflicka som hade föreslagit planetens namn, sa 2006: "Namnet har inget att göra med Disneyserien. Musse Piggs hund namngavs efter planeten, inte tvärtom."
Fastän det påståtts att Disney namngav hunden efter planeten (och inte den mytologiska guden i underjorden), har detta inte verifierats. Disneys animatör Ben Sharpsteen har sagt: "Vi tyckte namnet [Rover] var för vanligt, så vi fick leta efter något annat. [...] Vi ändrade det till Pluto the Pup, [...] men jag minns faktiskt inte varför."

## Kortfilmer
Här är en lista över kortfilmerna med Pluto i Silly Symphonies, Pluto the Pup och kortfilmsserien om Pluto. Pluto har också dykt upp i Musse Pigg- och Kalle Anka-filmerna.
| Silly Symphonies 1. Ett hundliv (1932) 2. Mother Pluto (1936) 3. Plutos femlingar (1937) 4. Pluto i skrattspegeln (1940) 5. Pantry Pirate (1940) 6. Pluto's Playmate (1941) 7. Pluto som betjänt (1941) 8. Musse Pigg spelar golf (1941) 9. Plutos goda samvete (1941) 10. Pluto, Junior (1942) 11. The Army Mascot (1942) 12. The Sleepwalker (1942) 13. T-Bone For Two (1942) 14. Pluto At The Zoo (1942) 15. Pluto knäcker nötter (1943) 16. Victory Vehicles (1943) 17. Springtime For Pluto (1944) 18. First Aiders (1944) 19. Dog Watch (1945) | Pluto the Pup 1. Canine Casanova (1945) 2. The Legend of Coyote Rock (1945) 3. Canine Patrol (1945) 4. Pluto's Kid Brother (1946) 5. In Dutch (1946) 6. Squatter's Rights (1946) 7. The Purloined Pup (1946) 8. A Feather In His Collar (1946) 9. Pluto's Housewarming (1947) 10. Rescue Dog (1947) 11. Mail Dog (1947) 12. Pluto's Blue Note (1947) 13. Bone Bandit (1948) 14. Pluto's Purchase (1948) 15. Cat Nap Pluto (1948) 16. Pluto's Fledgling (1948) 17. Pueblo Pluto (1949) 18. Pluto's Surprise Package (1949) | Fristående kortfilmer 1. Pluto's Sweater (1949) 2. Bubble Bee (1949) 3. Sheep Dog (1949) 4. Pluto's Heart Throb (1950) 5. Pluto and the Gopher (1950) 6. Wonder Dog (1950) 7. Primitive Pluto (1950) 8. Puss Cafè (1950) 9. Pests of the West (1950) 10. Food For Feudin (1950) 11. Camp Dog (1950) 12. Cold Storage (1951) 13. Plutopia (1951) 14. Cold Turkey (1951) |

## Senare filmer
- Totally Minnie (1988)
- Vem satte dit Roger Rabbit (originaltitel "Who Framed Roger Rabbit", 1988)
- Prinsen och tiggarpojken (originaltitel "The Prince and the Pauper", 1990)
- Musse Pigg och hans vänner firar jul (originaltitel "Mickey's Once Upon a Christmas", 1999)
- Mickey's House of Villains (2002)
- Mickey's Magical Christmas: Snowed in at the House of Mouse (2001)
- Musse, Kalle och Långben: De tre musketörerna (originaltitel "Mickey, Donald, Goofy: The Three Musketeers", 2004)
- Musses jul i Ankeborg (originaltitel "Mickey's Twice Upon a Christmas", 2004)